# Heineken Cup 2003/04
Der Heineken Cup 2003/04 war die neunte Ausgabe des Heineken Cup (Vorläufer des European Rugby Champions Cup), dem wichtigsten europäischen Pokalwettbewerb im Rugby Union. Beteiligt waren 24 Mannschaften aus sechs Ländern. Das Finale fand am 23. Mai 2004 im Twickenham Stadium in London statt. Pokalsieger wurden die London Wasps, die im Finale den französischen Verein Stade Toulousain schlugen.

## Modus
Die Teilnehmer wurden in sechs Gruppen mit je vier Mannschaften eingeteilt. Jede Mannschaft spielte je ein Heim- und ein Auswärtsspiel gegen die drei Gruppengegner. Zum ersten Mal überhaupt kam ein Bonuspunktesystem zur Anwendung. In der Gruppenphase erhielten die Mannschaften
- vier Punkte für einen Sieg
- zwei Punkte für ein Unentschieden
- einen Bonuspunkt bei vier oder mehr Versuchen
- einen Bonuspunkt bei einer Niederlage mit weniger als sieben Punkten Differenz

Für das Viertelfinale qualifizierten sich die sechs Gruppensieger und die zwei besten Gruppenzweiten.

## Gruppenphase
In Klammern: Rang in der Viertelfinal-Setzliste

### Gruppe 1
|    | Team                  | Spiele | Siege | Unent. | Ndlg. | Spiel- punkte | Diff. | Bonus- punkte | Tabellen- punkte |
| -- | --------------------- | ------ | ----- | ------ | ----- | ------------- | ----- | ------------- | ---------------- |
| 1. | Stade Français (6)    | 6      | 4     | 0      | 2     | 134:80        | + 54  | 2             | 18               |
| 2. | Leicester Tigers      | 6      | 3     | 0      | 3     | 137:115       | + 22  | 3             | 15               |
| 3. | Ulster Rugby          | 6      | 3     | 0      | 3     | 109:106       | + 3   | 2             | 14               |
| 4. | Newport Gwent Dragons | 6      | 2     | 0      | 4     | 67:146        | - 79  | 1             | 9                |

| Datum             | Begegnung           | Ergebnis |
| ----------------- | ------------------- | -------- |
| 5. Dezember 2003  | Stade - Leicester   | 26:15    |
| 7. Dezember 2003  | Newport - Ulster    | 24:15    |
| 12. Dezember 2003 | Ulster - Stade      | 22:20    |
| 14. Dezember 2003 | Leicester - Newport | 34:3     |
| 10. Januar 2004   | Newport - Stade     | 34:3     |
| 11. Januar 2004   | Ulster - Leicester  | 33:0     |

| Datum           | Begegnung           | Ergebnis |
| --------------- | ------------------- | -------- |
| 17. Januar 2004 | Leicester - Ulster  | 49:7     |
| 18. Januar 2004 | Stade - Newport     | 37:0     |
| 24. Januar 2004 | Stade - Ulster      | 13:10    |
| 24. Januar 2004 | Newport - Leicester | 20:26    |
| 30. Januar 2004 | Leicester - Stade   | 13:26    |
| 30. Januar 2004 | Ulster - Newport    | 22:0     |

### Gruppe 2
|    | Team                  | Spiele | Siege | Unent. | Ndlg. | Spiel- punkte | Diff. | Bonus- punkte | Tabellen- punkte |
| -- | --------------------- | ------ | ----- | ------ | ----- | ------------- | ----- | ------------- | ---------------- |
| 1. | Stade Toulousain (1)  | 6      | 5     | 0      | 1     | 157:65        | + 92  | 5             | 25               |
| 2. | Edinburgh Rugby (8)   | 6      | 5     | 0      | 1     | 130:89        | + 41  | 2             | 22               |
| 3. | Leeds Tykes           | 6      | 1     | 0      | 5     | 66:122        | - 56  | 1             | 5                |
| 4. | Neath-Swansea Ospreys | 6      | 1     | 0      | 5     | 78:155        | - 77  | 0             | 4                |

| Datum             | Begegnung            | Ergebnis |
| ----------------- | -------------------- | -------- |
| 7. Dezember 2003  | Edinburgh - Toulouse | 23:16    |
| 7. Dezember 2003  | Leeds - Ospreys      | 29:20    |
| 12. Dezember 2003 | Ospreys - Edinburgh  | 16:32    |
| 12. Dezember 2003 | Toulouse - Leeds     | 19:3     |
| 9. Januar 2004    | Edinburgh - Leeds    | 19:9     |
| 10. Januar 2004   | Toulouse - Ospreys   | 29:6     |

| Datum           | Begegnung            | Ergebnis |
| --------------- | -------------------- | -------- |
| 16. Januar 2004 | Ospreys - Toulouse   | 11:29    |
| 18. Januar 2004 | Leeds - Edinburgh    | 0:23     |
| 23. Januar 2004 | Edinburgh - Ospreys  | 33:15    |
| 25. Januar 2004 | Leeds - Toulouse     | 22:31    |
| 31. Januar 2004 | Ospreys - Leeds      | 10:3     |
| 31. Januar 2004 | Toulouse - Edinburgh | 33:0     |

### Gruppe 3
|    | Team                   | Spiele | Siege | Unent. | Ndlg. | Spiel- punkte | Diff. | Bonus- punkte | Tabellen- punkte |
| -- | ---------------------- | ------ | ----- | ------ | ----- | ------------- | ----- | ------------- | ---------------- |
| 1. | Biarritz Olympique (5) | 6      | 4     | 0      | 2     | 139:97        | + 42  | 4             | 20               |
| 2. | Leinster Rugby         | 6      | 4     | 0      | 2     | 142:113       | + 29  | 2             | 18               |
| 3. | Cardiff Blues          | 6      | 2     | 0      | 4     | 123:132       | - 9   | 3             | 11               |
| 4. | Sale Sharks            | 6      | 2     | 0      | 4     | 75:137        | - 62  | 1             | 9                |

| Datum             | Begegnung           | Ergebnis |
| ----------------- | ------------------- | -------- |
| 6. Dezember 2003  | Leinster - Biarritz | 32:6     |
| 6. Dezember 2003  | Sale - Cardiff      | 26:24    |
| 12. Dezember 2003 | Cardiff - Leinster  | 19:24    |
| 13. Dezember 2003 | Biarritz - Sale     | 31:3     |
| 9. Januar 2004    | Leinster - Sale     | 22:23    |
| 10. Januar 2004   | Biarritz - Cardiff  | 35:20    |

| Datum           | Begegnung           | Ergebnis |
| --------------- | ------------------- | -------- |
| 17. Januar 2004 | Cardiff - Biarritz  | 21:20    |
| 18. Januar 2004 | Sale - Leinster     | 16:23    |
| 23. Januar 2004 | Leinster - Cardiff  | 20:17    |
| 25. Januar 2004 | Sale - Biarritz     | 0:15     |
| 31. Januar 2004 | Cardiff - Sale      | 22:7     |
| 31. Januar 2004 | Biarritz - Leinster | 32:21    |

### Gruppe 4
|    | Team                  | Spiele | Siege | Unent. | Ndlg. | Spiel- punkte | Diff. | Bonus- punkte | Tabellen- punkte |
| -- | --------------------- | ------ | ----- | ------ | ----- | ------------- | ----- | ------------- | ---------------- |
| 1. | Llanelli Scarlets (4) | 6      | 4     | 0      | 2     | 139:97        | + 42  | 4             | 20               |
| 2. | Northampton Saints    | 6      | 4     | 0      | 2     | 121:54        | + 67  | 2             | 18               |
| 3. | SU Agen               | 6      | 2     | 0      | 4     | 83:94         | - 11  | 3             | 11               |
| 4. | The Borders           | 6      | 1     | 0      | 5     | 39:183        | - 144 | 0             | 4                |

| Datum             | Begegnung              | Ergebnis |
| ----------------- | ---------------------- | -------- |
| 5. Dezember 2003  | Llanelli - Northampton | 14:9     |
| 6. Dezember 2003  | Agen - Borders         | 32:6     |
| 13. Dezember 2003 | Northampton - Agen     | 25:10    |
| 14. Dezember 2003 | Borders - Llanelli     | 10:41    |
| 9. Januar 2004    | Llanelli - Agen        | 19:15    |
| 10. Januar 2004   | Northampton - Borders  | 20:3     |

| Datum           | Begegnung              | Ergebnis |
| --------------- | ---------------------- | -------- |
| 16. Januar 2004 | Borders - Northampton  | 3:39     |
| 17. Januar 2004 | Agen - Llanelli        | 22:15    |
| 23. Januar 2004 | Agen - Northampton     | 6:19     |
| 24. Januar 2004 | Llanelli - Borders     | 53:7     |
| 1. Februar 2004 | Northampton - Llanelli | 9:18     |
| 1. Februar 2004 | Borders - Agen         | 8:3      |

### Gruppe 5
|    | Team                   | Spiele | Siege | Unent. | Ndlg. | Spiel- punkte | Diff. | Bonus- punkte | Tabellen- punkte |
| -- | ---------------------- | ------ | ----- | ------ | ----- | ------------- | ----- | ------------- | ---------------- |
| 1. | Munster Rugby (3)      | 6      | 5     | 0      | 1     | 172:76        | + 96  | 4             | 24               |
| 2. | Gloucester RFC (7)     | 6      | 5     | 0      | 1     | 197:100       | + 97  | 4             | 24               |
| 3. | CS Bourgoin-Jallieu    | 6      | 1     | 0      | 5     | 119:191       | - 72  | 3             | 7                |
| 4. | Benetton Rugby Treviso | 6      | 1     | 0      | 5     | 104:225       | - 121 | 1             | 5                |

| Datum             | Begegnung             | Ergebnis |
| ----------------- | --------------------- | -------- |
| 6. Dezember 2003  | Treviso - Gloucester  | 12:33    |
| 6. Dezember 2003  | Bourgoin - Munster    | 17:18    |
| 13. Dezember 2003 | Gloucester - Bourgoin | 49:13    |
| 13. Dezember 2003 | Munster - Treviso     | 51:0     |
| 10. Januar 2004   | Treviso - Bourgoin    | 42:33    |
| 10. Januar 2004   | Gloucester - Munster  | 22:11    |

| Datum           | Begegnung             | Ergebnis |
| --------------- | --------------------- | -------- |
| 17. Januar 2004 | Munster - Gloucester  | 35:14    |
| 18. Januar 2004 | Bourgoin - Treviso    | 35:19    |
| 24. Januar 2004 | Treviso - Munster     | 20:31    |
| 24. Januar 2004 | Bourgoin - Gloucester | 18:37    |
| 31. Januar 2004 | Gloucester - Treviso  | 42:11    |
| 31. Januar 2004 | Munster - Bourgoin    | 26:3     |

### Gruppe 6
|    | Team             | Spiele | Siege | Unent. | Ndlg. | Spiel- punkte | Diff. | Bonus- punkte | Tabellen- punkte |
| -- | ---------------- | ------ | ----- | ------ | ----- | ------------- | ----- | ------------- | ---------------- |
| 1. | London Wasps (2) | 6      | 5     | 0      | 1     | 186:85        | + 101 | 4             | 24               |
| 2. | Celtic Warriors  | 6      | 4     | 0      | 2     | 123:118       | + 5   | 4             | 20               |
| 3. | USA Perpignan    | 6      | 3     | 0      | 3     | 119:115       | + 4   | 3             | 15               |
| 4. | Rugby Calvisano  | 6      | 0     | 0      | 6     | 115:225       | - 110 | 3             | 3                |

| Datum             | Begegnung             | Ergebnis |
| ----------------- | --------------------- | -------- |
| 5. Dezember 2003  | Warriors - Calvisano  | 34:25    |
| 7. Dezember 2003  | Wasps - Perpignan     | 28:7     |
| 13. Dezember 2003 | Calvisano - Wasps     | 33:52    |
| 13. Dezember 2003 | Perpignan - Warriors  | 26:19    |
| 10. Januar 2004   | Perpignan - Calvisano | 48:7     |
| 11. Januar 2004   | Wasps - Warriors      | 9:14     |

| Datum           | Begegnung             | Ergebnis |
| --------------- | --------------------- | -------- |
| 16. Januar 2004 | Warriors - Wasps      | 12:17    |
| 17. Januar 2004 | Calvisano - Perpignan | 11:17    |
| 23. Januar 2004 | Warriors - Perpignan  | 16:15    |
| 25. Januar 2004 | Wasps - Calvisano     | 46:13    |
| 1. Februar 2004 | Calvisano - Warriors  | 26:28    |
| 1. Februar 2004 | Perpignan - Wasps     | 6:34     |

## Viertelfinale
| 9. April 2004 19:45 Uhr | Llanelli Scarlets                                            | 10 : 27 | Biarritz Olympique                                                                                 | Stradey Park, Llanelli Zuschauer: 10.800 Schiedsrichter: Chris White (England) |
| 9. April 2004 19:45 Uhr | Versuche: Jones Erhöhungen: Jones (1) Straftritte: Jones (1) | Bericht | Versuche: Bernat-Salles, Brusque (2), Couzinet Erhöhungen: Yachvili (2) Dropgoals: Peyrelongue (1) | Stradey Park, Llanelli Zuschauer: 10.800 Schiedsrichter: Chris White (England) |

| 10. April 2004 16:00 Uhr | Stade Toulousain                                                                                   | 36 : 10 | Edinburgh Rugby                                                 | Stadium Municipal, Toulouse Zuschauer: 36.500 Schiedsrichter: Alain Rolland (Irland) |
| 10. April 2004 16:00 Uhr | Versuche: Clerc, Labit, Poitrenaud Erhöhungen: Delaigue (3) Straftritte: Delaigue (4), Heymans (1) | Bericht | Versuche: Di Rollo Erhöhungen: Laney (1) Straftritte: Laney (1) | Stadium Municipal, Toulouse Zuschauer: 36.500 Schiedsrichter: Alain Rolland (Irland) |

| 10. April 2004 17:00 Uhr | Munster Rugby                                                                             | 37 : 32 | Stade Français | Thomond Park, Limerick Zuschauer: 13.000 Schiedsrichter: Nigel Williams (Wales) |
| 10. April 2004 17:00 Uhr | Versuche: Henderson, Horan, Mullins, Payne Erhöhungen: O’Gara (4) Straftritte: O’Gara (3) | Bericht | Versuche: Corleto, Liebenberg, Lombard, Moni Erhöhungen: Domínguez (3) Straftritte: Domínguez (1) Dropgoals: Domínguez (1) | Thomond Park, Limerick Zuschauer: 13.000 Schiedsrichter: Nigel Williams (Wales) |

| 11. April 2004 15:00 Uhr | Munster Rugby                                                                                       | 34 : 3  | Stade Français | Adams Park, High Wycombe Zuschauer: 10.000 Schiedsrichter: Joël Jutge (Frankreich) |
| 11. April 2004 15:00 Uhr | Versuche: Dallaglio, Erinle, Howley, Leota, Strafversuch Erhöhungen: King (3) Straftritte: King (1) | Bericht |                | Adams Park, High Wycombe Zuschauer: 10.000 Schiedsrichter: Joël Jutge (Frankreich) |

## Halbfinale
| 24. April 2004 16:00 Uhr | Stade Toulousain                                                                          | 19 : 11 | Biarritz Olympique                         | Stade Chaban-Delmas, Bordeaux Zuschauer: 34.000 Schiedsrichter: Tony Spreadbury (England) |
| 24. April 2004 16:00 Uhr | Versuche: Maka Erhöhungen: Delaigue (1) Straftritte: Delaigue (3) Dropgoals: Delaigue (1) | Bericht | Versuche: Bidabé Straftritte: Yachvili (2) | Stade Chaban-Delmas, Bordeaux Zuschauer: 34.000 Schiedsrichter: Tony Spreadbury (England) |

| 25. April 2004 15:00 Uhr | Munster Rugby                                                                          | 32 : 37 | London Wasps                                                                                     | Lansdowne Road, Dublin Zuschauer: 49.000 Schiedsrichter: Nigel Williams (Wales) |
| 25. April 2004 15:00 Uhr | Versuche: Foley, Williams Erhöhungen: Holland (2) Straftritte: Holland (3), O’Gara (3) | Bericht | Versuche: Leota, Lewsey, van Gisbergen, Volley, Voyce Erhöhungen: King (3) Straftritte: King (2) | Lansdowne Road, Dublin Zuschauer: 49.000 Schiedsrichter: Nigel Williams (Wales) |

## Finale
| 23. Mai 2004 15:00 Uhr | London Wasps | 27 : 20         | Stade Toulousain                                                                            | Twickenham Stadium, London Zuschauer: 73.057 Schiedsrichter: Alain Rolland (Irland) |
| 23. Mai 2004 15:00 Uhr | Versuche: Abbott 19. erh. van Gisbergen 43. erh. Howley 79. erh. Erhöhungen: van Gisbergen (3) Straftritte: van Gisbergen (2) 15., 31. | (13:11) Bericht | Versuche: Delaigue 38. n.erh. Straftritte: Delaigue (2) 6., 12. Élissalde (3) 57., 72., 77. | Twickenham Stadium, London Zuschauer: 73.057 Schiedsrichter: Alain Rolland (Irland) |